# Acanthiza
Az Acanthiza a madarak osztályának verébalakúak (Passeriformes) rendjébe és az ausztrálposzáta-félék (Acanthizidae) családjába tartozó nem. A nemet egyes szervezetek a gyémántmadárfélék (Pardalotidae) családjának, Acanthizinae alcsaládjába sorolják.

## Rendszerezésük
A nemet Nicholas Aylward Vigors és Thomas Horsfield írta le 1827-ben, az alábbi 14 faj tartozik ide:
- aranyhátú tüskecsőr (Acanthiza chrysorrhoa)
- Acanthiza cinerea
- Acanthiza murina
- sárga ausztrálposzáta (Acanthiza nana)
- csíkosbegyű tüskecsőr (Acanthiza lineata)
- szélesfarkú tüskecsőr (Acanthiza apicalis)
- Acanthiza ewingii
- hegyi tüskecsőr (Acanthiza katherina)
- barna ausztrálposzáta (Acanthiza pusilla)
- Acanthiza iredalei
- Acanthiza robustirostris
- Acanthiza uropygialis
- Acanthiza inornata
- Acanthiza reguloides

## Előfordulásuk
Ausztrália területén honosak, egy fajt kivéve, amelyik Új-Guinea szigetén található.

## Megjelenésük
Testhosszuk 8-12 centiméter közötti. Pici, hegyes csőrük van.